# Соткилава, Зураб Лаврентьевич
Зура́б Лавре́нтьевич Соткила́ва (груз. ზურაბ ლავრენტის ძე სოტკილავა; 12 марта 1937, Сухуми — 18 сентября 2017, Москва) — советский, грузинский и российский оперный певец (тенор), педагог, народный артист СССР (1979). Футболист в составе клубов «Динамо» Сухуми (1951—1955), «Динамо» Тбилиси (1955—1959).

## Биография
Зураб Лаврентьевич Соткилава родился 12 марта 1937 года в Сухуми в интеллигентной семье.
До 1940 года его отец работал учителем истории, директором школы; во время войны ушёл на фронт вместе с тремя своими братьями, двое из которых погибли. Среди родственников музыкантов не было, но мама (врач-рентгенолог) и бабушка хорошо пели и играли на гитаре. После войны по настоянию матери, Зураб некоторое время обучался игре на скрипке и фортепиано. Об артистическом будущем не думал, серьёзно увлекался футболом и мечтал добиться успеха на спортивном поприще.

### Карьера футболиста
В 16 лет в 1953 году был принят в сухумское «Динамо», где играл на месте крайнего защитника, много подключаясь к атакам. В 1956 году стал капитаном сборной Грузии в возрасте до 20 лет, в составе которой выиграл первенство СССР и стал чемпионом Союза.  В 1955 году зачислен в основной состав тбилисского «Динамо», дебютировал в матче с «Шахтёром». Тяжёлые травмы, полученные в 1958 году в Югославии и в 1959 году в Чехословакии, привели к завершению спортивной карьеры.
В 1955 году, когда основным его занятием был футбол, поступил в Грузинский государственный политехнический институт им. С. М. Кирова (ныне Грузинский технический университет) на горно-геологический факультет, который окончил в 1960 году.

### Карьера оперного певца
В 1959 году, ещё будучи студентом 5-го курса политехнического института, по настоянию профессора Н. В. Бокучавы поступил на 1-й курс в Тбилисскую консерваторию им. В. Сараджишвили. На 3-м курсе попал в класс известного певца и педагога Д. Я. Андгуладзе, который обнаружил у молодого певца великолепный лирико-драматический тенор (до этого времени все считали его баритоном). В 1964 году принял участие в Закавказском конкурсе музыкантов-исполнителей и стал лауреатом первой премии. В 1965 году окончил консерваторию, а в 1972 — аспирантуру.
С 1965 по 1974 год был солистомГрузинского театра оперы и балета им. З. Палиашвили. С 1966 по 1968 год стажировался в миланском театре «Ла Скала» под руководством известного педагога Д. Барра и дирижёра Э. Пьяцца.
В 1973 году дебютировал в Большом театре в Москве в партии Хозе («Кармен» Ж. Бизе) совместно с Еленой Образцовой, исполнявшей партию Кармен, и в 1974 году вошёл в оперную труппу театра. В его репертуаре были ведущие партии.
Участвовал в премьере первой в истории Большого театра постановки «Хованщины» М. П. Мусоргского в редакции Д. Д. Шостаковича, исполнив партию Голицына.
Выступал на сценах лучших театров мира — Ла Скала в Милане (Италия),  Королевская опера (Лондон), Опера Земпера (Дрезден) и других.
Совершал концертные турне по городам России, Западной Европы, США и Японии. В последние годы сольные программы певца включали не только оперные арии, но и романсы П. И. Чайковского, С. В. Рахманинова, а также грузинские, итальянские и русские народные песни.
С 1976 по 1988 год преподавал в Московской консерватории, с 1987 года был профессором кафедры сольного пения. В 2002 году возобновил преподавательскую работу в Московской консерватории. Среди учеников — В. Богачёв, В. Редькин, А. Федин и другие.

### Болезнь и смерть
В июле 2015 года заявил о том, что тяжело болен онкологическим заболеванием. Врачи поставили диагноз — злокачественная опухоль поджелудочной железы. После операции в Германии и курса лечения в России вернулся к творческой деятельности, его первый после выздоровления концерт состоялся 25 октября 2015 года в Сергиевом Посаде.
18 сентября 2017 года Зураб Лаврентьевич Соткилава скончался в Москве от рака поджелудочной железы в возрасте 80 лет.
Прощание состоялось 20 сентября в здании Большого театра. Похороны прошли 23 сентября 2017 года на Сабурталинском кладбище в Тбилиси.

### Семья
- Отец — Соткилава Лаврентий Гутуевич (1905—1976), историк.
- Мать — Карчава Ксения Виссарионовна (1917—1975), врач.
- Жена — Элисо Максимовна Турманидзе (род. 1940), пианистка, концертмейстер Тбилисской консерватории.
- Дочь — Теа (род. 1967), окончила МГУ, филологический факультет, романское отделение, живёт в Испании.
- Дочь — Кетино (род. 1971), окончила МГУ, исторический факультет, отделение истории искусств, работала режиссёром ТВ, затем в журнале «Интерьер + Дизайн».
- Внучка — Кети; внук — Леван.

## Звания и награды
Почётные звания:
- Заслуженный артист Грузинской ССР (1970)
- Народный артист Грузинской ССР (1973)[12]
- Народный артист СССР (1979)[3]

Государственные премии:
- Государственная премия Грузинской ССР имени З. Палиашвили (1983)
- Государственная премия Автономной Республики Крым за 1995 год[13]
- Государственная премия Республики Грузия им. Ш. Руставели (1998)

Ордена:
- Орден «Знак Почёта» (1971)
- Орден Трудового Красного Знамени (1976) — за заслуги в развитии советского музыкального и хореографического искусства и в связи с 200-летием Государственного академического Большого театра СССР[14]
- Три ордена Чести (Грузия, 1997, 2007, 2016)[15][6][16]
- Орден «За заслуги перед Отечеством» IV степени (2001) — за большой вклад в развитие отечественного музыкально-театрального искусства[17]
- Орден Петра Великого I степени (2007)
- Орден «За заслуги перед Отечеством» III степени (2007) — за большой вклад в развитие отечественного музыкального искусства и многолетнюю творческую деятельность[18]
- Орден «За заслуги перед Отечеством» II степени (2017) — за выдающийся вклад в развитие отечественной культуры, многолетнюю плодотворную деятельность[19]

Другие награды, поощрения и общественное признание:
- Главный приз и приз «Золотой Орфей» на IX Всемирного фестиваля молодёжи и студентов (Болгария, 1968)
- 2-я премия Международного конкурса им. П. И. Чайковского (Москва, 1970)[3]
- 1-я премия и «Гран-при» Международного конкурса вокалистов им. Ф. Виньяса (Барселона, 1970)[3]
- Благодарность Министра культуры и массовых коммуникаций Российской Федерации (2005) — за многолетнюю плодотворную деятельность в области развития искусства и культуры Российской Федерации[20]
- Премия «Овация» (2008)
- Почётная грамота Президента Российской Федерации (2012) — за большие заслуги в развитии музыкального искусства и многолетнюю творческую деятельность[21]
- Почётный член Болонской академии музыки (Италия) — избран «за блестящую трактовку произведений Верди»
- Академик Академии эстетики и свободных искусств (Москва)[22]

## Репертуар
- Дж. Верди «Отелло» — Отелло
- Дж. Пуччини «Тоска» — Марио Каварадосси
- Ж. Бизе «Кармен» — Хозе
- П. Масканьи «Сельская честь» — Туридду
- Дж. Верди «Риголетто» — герцог Мантуанский
- Дж. Пуччини «Богема» — Рудольф
- З. Палиашвили «Абесалом и Этери» — Абесалом
- О. Тактакишвили «Миндия» — Миндия
- Дж. Верди «Трубадур» — Манрико
- Дж. Верди «Аида» — Радамес
- Дж. Верди «Бал-маскарад» — Ричард
- Дж. Верди «Набукко» — Исмаил
- П. Чайковский «Иоланта» — Водемон
- Н. Римский-Корсаков «Садко» — Индийский гость
- М. Мусоргский «Борис Годунов» — Самозванец
- М. Мусоргский «Хованщина» — Голицын / Андрей Хованский
- О. Тактакишвили «Похищение луны» — Арзакан
- Дж. Паизиелло «Прекрасная мельничиха» — Каллоандро
- Дж. Верди «Дон Карлос» — Дон Карлос
- Дж. Пуччини «Плащ» — Луиджи
- А. Бородин «Князь Игорь» — Владимир Игоревич